# بيراميد (إطار عمل)
بيراميد (بالإنجليزية: Pyramid)‏ هو إطار عمل لتطوير الويب في بايثون. وقد نشر تحت رخصة المصدر المفتوح.وهو مستوحى من زوب، باي لونز وجانغو.